# Де ла Иглесиа, Алекс
Алекс де ла Игле́сиа (исп. Álex de la Iglesia; род. 4 декабря 1967, Бильбао, Испания) — испанский (баскский) кинорежиссёр, актёр, сценарист и продюсер.

## Биография
Окончил философский факультет университета, работал в издательстве, сочинял истории для комиксов. Начал карьеру в кино с должности ассистента у Энрике Урбису в фильме «Всё для денег» (исп. Todo por la pasta), в 1988 году снял первую самостоятельную работу — короткометражку «Мама» — антиутопию о семье, живущей в подвале после мирового катаклизма.
В 2009—2011 годах возглавлял Испанскую академию кинематографических искусств и наук.
В свободное от режиссуры время де ла Иглесиа дублирует американские мультфильмы на испанский: его голосом говорил один из персонажей «Суперсемейки».
Сценарии практически всех фильмов режиссёра написал Хорхе Геррикаэчеваррия.

## Фильмография
- «Мириндовые убийцы» — Mirindas asesinas, 1991
- «Операция Мутанты» — Acción mutante (Mutant Action), 1993
- «День зверя» — El día de la bestia (The Day of the Beast), 1995
- «Пердита Дуранго» — Perdita Durango (Dance with the Devil), 1997
- «Умереть со смеху» — Muertos de risa (Dying of Laughter), 1999
- «Коммуналка» — La Comunidad (Common Wealth), 2000
- «800 пуль» — 800 balas (800 Bullets), 2002
- «Идеальное преступление» — Crimen ferpecto (Perfect Crime), 2004
- «Детская комната» — Películas para no dormir: La habitación del niño, 2006 (телевизионный фильм)
- «Убийства в Оксфорде» — Los crímenes de Oxford (The Oxford Murders), 2008
- «Печальная баллада для трубы» — Balada triste de trompeta (A Sad Trumpet Ballad), 2010
- «Последняя искра жизни» — La chispa de la vida (As Luck Would Have It), 2011
- «Ведьмы из Сугаррамурди» — Las brujas de Zugarramurdi (Witching and Bitching) 2013
- «Месси» — Messi, 2014
- «Убойный огонёк» — Mi gran noche, 2015
- «Дикая история» — El bar, 2017
- «Идеальные незнакомцы» — Perfectos desconosidos, 2017
- «Венецияфрения» — Veneciafrenia, 2021

## Премии
- 1996 — премия Гойя, лучший режиссёр, фильм «День зверя»
- 2010 — Венецианский кинофестиваль: приз Серебряный лев, лучший режиссёр, лучший сценарий, фильм «Печальная баллада для трубы»

## Интересные факты
- Продюсером дебютной картины режиссёра «Операция Мутанты» выступил Педро Альмодовар. Считается, что именно он дал Алексу де ла Иглесиа «путёвку в жизнь».
- В 2005 году в интервью журналу Slant режиссёр признался, что хотел снять фильм по игре Doom, но не смог договориться об этом с голливудскими продюсерами[2].

Я помню, как кто-то рассказал мне, что по игре собираются сделать фильм. А я любил играть в эту игру дома. Мне захотелось снять это кино. У меня была одна встреча в американской киностудии, но неудачная, поскольку они спросили меня: «Какой фильм Вы бы хотели снять?», а я ответил: «Фильм ужасов». — «А Вы не думали о том, что это может быть фильм для детей, для семейного просмотра?» — «Нет, нет, взрослое кино, знаете, что-то вроде „Чужих“, с большими монстрами». Они сказали «Нет», потому что проще сделать большой, дорогой фильм для всех, чем дешёвое кино только для взрослых. Я этого никогда не забуду.